# Шљеме
Шљеме је насељено мјесто у општини Источни Стари Град, Република Српска, БиХ.

## Историја
Дејтонским споразумом, бивше насеље Шљеме, које се налазило у општини Илијаш, подијељено је између Републике Српске и Федерације БиХ. Источни дио насеља је припао Источном Сарајеву, а западни Илијашу.
Бивше насеље Озрен, које се такође налазило у општини Илијаш, подијељено је између Републике Српске и Федерације БиХ. Дио који је припао Републици Српској припојен је насељеном мјесту Шљеме.

## Географија
Насеље се састоји из дијела насеља Шљеме и дијела насеља Озрен која су по Дејтонском споразуму припала Републици Српској.

## Становништво
Према прелиминарним подацима пописа становништва 2013. године, у насељу је пописано 26 лица.
Према попису становништва из 1991. године, насељено мјесто Шљеме је имало 22 становника.
| Демографија | Демографија | Демографија |
| Година      | Становника  | Становника  |
| ----------- | ----------- | ----------- |
| 1961.       | 70          |             |
| 1971.       | 55          |             |
| 1981.       | 26          |             |
| 1991.       | 22          |             |
| 2013.       | 26          |             |

Према попису становништва из 1991. године, насељено мјесто Озрен је имало 7 становника.
| Демографија | Демографија | Демографија |
| Година      | Становника  | Становника  |
| ----------- | ----------- | ----------- |
| 1991.       | 7           |             |